# Bitte umblättern (1965)
Bitte umblättern war eine deutsche TV-Produktion, die der allgemeinen Unterhaltung diente. Themen waren beispielsweise Reisen, Urlaub und Sport. Die Erstausstrahlung war am 15. Dezember 1965 in der ARD. Produziert wurde die Sendung vom WDR.

## Autoren
Prominente Autoren waren unter anderem:
- Dieter Kronzucker
- Corinne Pulver

## Gäste der Sendung
Prominente Gäste waren unter anderem:
- Brigitte Bardot
- Joachim Fuchsberger
- Hardy Krüger
- Gunter Sachs
- Liselotte Pulver
- Ted Kennedy
- Elizabeth Taylor

## Ausstrahlung
Die Ausstrahlung begann am 15. Dezember 1965 in der ARD. 1973 wurde die Sendung eingestellt. Der gleichnamige Nachfolger der TV-Sendereihe hatte seinen Sendestart im Jahr 1977.